# Pierre de Villoutreys de Brignac
Pierre de Villoutreys de Brignac, dit le marquis de Villoutreys, né à Paris le 29 avril 1897 et mort à Paris le 31 mars 1972, est un homme politique et un industriel français.

## Biographie

### Famille
Pierre de Villoutreys de Brignac est issue d'une famille de la noblesse française. Il est le fils de Jean de Villoutreys de Brignac (1868-1948) et de Thérèse Le Leu d'Aubilly, mariés le 23 juin 1896. Jean (fils d'André de Villoutreys de Brignac, maire de Janzé de 1904 à 1912 puis de 1919 à 1929) est maire de Chaudron-en-Mauges de 1919 à 1937. De ce mariage sont issus deux enfants : Pierre et Adrien (1910-1939), mort pour la France.
Une noblesse ancienne : Jacques de Villoutreys, seigneur de La Judie, maréchal des logis des chevau-légers de la Garde du roi, capitaine de cavalerie, maintenu noble, le 26 avril 1695. Marc-Antoine, porte-étendard des chevau-légers de la Garde du roi, en 1714. Jean-François de V., page du roi, écuyer cavalcadour du roi Louis XV, puis de Mesdames. Autre Jean-François, page de la Petite Ecurie du roi. écuyer de Madame Victoire de France en 1776.
Les liens avec les autres personnalités de la famille s'illustrent ainsi:
- Louis de Villoutreys de Brignac (1670-1737), seigneur du Bas Plessis, né à Chaudron-en-Mauges. Il épouse en 1704 Élisabeth de Rougé.
  - Hardy Gilbert Germain de Villoutreys de Brignac (1718-1780), seigneur du Bas Plessis, né à Chaudron-en-Mauges. Il épouse en 1749 Marie Henriette de La Forest d'Armaillé. Ils sont propriétaires du château de la Fautraise.
    - Jeanne Henriette Rosalie de Villoutreys de Brignac (1752-1805) épouse en 1776 Jean-François de Villoutreys de Brignac.
      - Germain Charles Jean de Villoutreys de Brignac (1778-1867) épouse en 1800 Pauline Ayrault de La Roche.
        - Jules  de Villoutreys de Brignac (1801-1869) épouse en 1829 Élisabeth de Villebois-Mareuil
          - Ernest de Villoutreys de Brignac (1830-1906) épouse en 1857 Marie Antoinette de La Tullaye.
            - André de Villoutreys de Brignac (1861-1939) épouse en 1892 Marguerite Harscouët de Saint-Georges
            - Jean de Villoutreys de Brignac (1868-1948) épouse en 1896 Thérèse Le Leu d'Aubilly.
              - Pierre  de Villoutreys de Brignac (1897-1972). Le 24 mars 1924, il épouse Christiane Bardi de Fourtou (1902-1985). De ce mariage sont nés quatre enfants[2] :
                - Christian (1925-1997), maire de Chaudron-en-Mauges de 1972 à 1992, conseiller général de Maine-et-Loire. Il épouse en 1952 Marguerite de Grammont (1929-1978) dont :
                  - Jean-François de Villoutreys de Brignac (1953), maire de Chaudron-en-Mauges (2014-2020). Il épouse en 1977 Isabelle d'Hespel (1956).

                - Humbert (1928-2002) épouse en 1954 Jeanne de Vogüe (1934).
                - Ghislaine (1933) épouse en 1956 François de Durfort Civrac de Lorge (1930-2014).
                - Sybille (1939) épouse en 1962 Pierre-Gabriel Chandon-Moët (1936-1993).

        - Paul René Germain de Villoutreys de Brignac (1804-1873) épouse en 1830 Stéphanie Louise Aimée Pasqueraye du Rouzay
          - Alfred Paul Germain de Villoutreys de Brignac (1831-1884) épouse en 1866 Marie Aurélie Charlotte Aubourg de Boury
            - Charles Alfred Paul Edmond de Villoutreys de Brignac (1872-1956) épouse en 1900  Henriette Gabrielle Léontine Marie Roussel de Courcy
              - Michel Charles Pierre François de Villoutreys de Brignac (1907-1974) épouse en 1933  Magdeleine Marie Berthe de Sèze
                - Foulques de Villoutreys de Brignac épouse Lena-Christina Thaorbard
                  - Erik de Villoutreys (1978), guitariste, graphiste.

### Mandats politiques
- 1945 - 1972 : maire de Chaudron-en-Mauges
- 1945 - 1972 : Conseiller général du Canton de Montrevault
- du 26 avril 1959 au 1er octobre 1965 : sénateur de Maine-et-Loire

Situation en fin de mandat
- Membre de la commission des affaires économiques et du plan
- Membre du Groupe des Républicains et Indépendants